# En julsaga (film, 1999)
En julsaga (engelska: A Christmas Carol) är en brittisk-amerikansk TV-film från 1999 i regi av David Hugh Jones. Filmen är baserad på Charles Dickens berättelse En julsaga från 1843.

## Handling
I viktoriansk tid i lever i England en man vid namn Ebenezer Scrooge, hans enda intresse i livet är pengar. Julen anser han bara vara kommersiell och ett onödig slöseri med tid och pengar. Varför ska han behöva ge den av honom anställda Bob Cratchit ledigt en dag varje år? Det är enbart på hans bekostnad anser han, sådan humbug!
På julaftons kväll får Scrooge besök av sin forna kollega Jacob Marleys ande, han kommer för att varna Scrooge för att fortsätta på samma bana. Marley arrangerar det så att Scrooge får besök av tre andar under följande natt för att visa honom på vad han går miste om i livet. 
Andarna är de Förgångna julars ande, Nuvarande julens ande och Kommande julars ande, alla kommer för att lära Scrooge uppskatta glädjen och budskapet som julens högtid för med sig. 
Scrooge inser efter detta hur otacksamt han har behandlat sin kollega Bob Cratchit som trots att han lever under knappa omständigheter och har en allvarligt sjuk son njuter av livets enkla glädjeämnen tillsammans med sin familj och känner tacksamhet. 
För att undgå samma bittra öde som Marley, vilket han omedvetet verkat för, lovar Scrooge nu att anamma ett nytt, mer livsbejakande sätt. Han lär sig öppna sitt hjärta för julens budskap och sanna glädje.

## Rollista i urval
- Patrick Stewart - Ebenezer Scrooge
- Richard E. Grant - Bob Cratchit
- Joel Grey - Förgångna julars ande
- Ian McNeice - Albert Fezziwig
- Saskia Reeves - Mrs. Cratchit
- Desmond Barrit - Nuvarande julens ande
- Bernard Lloyd - Jacob Marley
- Dominic West - Fred
- Trevor Peacock - Old Joe
- Liz Smith - Mrs. Dilber
- Elizabeth Spriggs - Mrs. Riggs
- Kenny Doughty - Ebenezer Scrooge (som ung)
- Laura Fraser - Belle
- Celia Imrie - Mrs. Bennett
- Claire Slater - Martha Cratchit
- Tim Potter - Kommande julars ande

### Fotnoter
1. ↑  ”Patrick Stewart in 'A Christmas Carol'” (på engelska). Los Angeles Times. http://www.latimes.com/entertainment/lat-scroog-pstewar-photo-photo.html. Läst 9 september 2016.